# Glane (Overijssel)
Pour les articles homonymes, voir Glane.
Glane est un village situé dans la commune néerlandaise de Losser, dans la province d'Overijssel. Le 1er janvier 2004, le village comptait 180 habitants.